# Lucie Guay
Pour les articles homonymes, voir Guay.
Lucie Guay, née le 12 décembre 1958 à Montréal, est une kayakiste canadienne. 

## Carrière
Lucie Guay participe aux Jeux olympiques de 1984 à Los Angeles et remporte la médaille de bronze en K-4 500 M.